# Metafísica de la presència

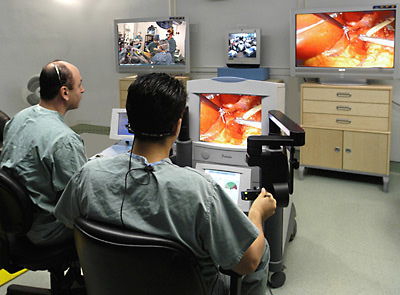
Un metge practicant la telecirurgia, un exemple de telepresència.

La metafísica de la presència és una consideració important en la filosofia de la desconstrucció. Aquests filòsofs mantenen que es tracta d'un prejudici metafísic implícit en la cultura occidental. Tim Woods la defineix com la creença o la necessitat d'"una estructura o fonament absolut o que se certifica a si mateix, situat més enllà de l'operació del llenguatge". La interpretació desconstructivista palesa que la història sencera de la filosofia occidental, el seu llenguatge i tradicions han posat l'èmfasi sobre l'accés immediat al significat i, per tant, Occident s'ha construït una metafísica o ontoteologia al voltant de la noció de presència, privilegiada en comparació amb la idea oposada, la d'absència.

## Crítica a la metafísica de la presència
Els pensadors desconstructivistes, com Jacques Derrida, descriuen la seva tasca filosòfica com el qüestionament o desconstrucció d'aquesta tendència metafísica. La base de la seva proposta es basa en gran manera en la primera obra del filòsof alemany Martin Heidegger, que en L'ésser i el temps apuntava a la naturalesa parasitària de l'actitud teòrica sobre la pura presència, mentre que revelava una actitud filosòfica primerenca en la cultura més involucrada amb el món i conceptes com el ser-a-la-mà o el ser-amb. Friedrich Nietzsche n'és una altra influència clara, tot i que més llunyana.
La presència de la qual Heidegger parla és una presència en tant que existeix en un "ara", a la vegada que es tracta d'una presència eterna, sempre present, que hom associa tant amb Déu o a les lleis "eternes" de la ciència. Aquesta creença subjacent en la primacia de la presència és atacada per noves idees fenomenològiques, com la idea que la presència en si mateixa no és quelcom subsistent sinó que apareix primordialment mitjançant la nostra projecció de futur, la nostra descoberta de la finitud (o en concret, la mort), i l'acceptació o rebuig de les nostres tradicions sobre el temps.
En la seva obra del 1967, De la gramatologia, Jacques Derrida explica la metafísica de la presència com la motivació darrere d'allò que ell anomena el logocentrisme d'Occident, que idealitza i desitja trobar un "significat transcendental". La preferència de la tradició occidental per la paraula oral com allò primigeni es detecta des dels inicis de la filosofia, com en la cita d'Aristòtil seleccionada per Derrida en Sobre la gramatologia: "Els mots parlats són els símbols de l'experiència mental i els mots escrits són els símbols dels mots parlats".
Amb el nom de "significat transcendental", Derrida designa el significat que transcendeix la resta de significats (el terme antagònic a "significant"), un significat que transcendeix tots els símbols. Aquest constructe històric del pensament pot ser repensat mitjançant una recerca dels pressupòsits de la metafísica de la presència. El seu origen està en el joc mutu de la construcció de sentit dels termes presència i absència, l'un respecte de l'altre. En últim terme, Derrida explica aquesta relació com la différance, terme encunyat per ell que designa alhora la qualitat de ser "diferent" i la d'estar "diferit". És la condició necessària per a tractar el problema de la representació de la diferència entre absència i presència, o l'espai entre llenguatge i parla, o significat intern i representació externa.

## Crítica a la poètica de la presència
Alguns grups de poetes nord-americans de la dècada del 1970, com el dels "poetes del llenguatge" (Lyn Hejinian, Ron Silliman, Robert Grenier, Clark Coolidge, Bob Perelman, Barrett Watten, Charles Bernstein, Leslie Scalapino, Michael Davidson, Bruce Andrews, Susan Howe, Carla Harryman o Steve McCaffery) compten entre els primers que aplicaren de manera conscient la terminologia i les qüestions concretes de la filosofia del moment a una poesia basada en principis influïts per la poètica de Gertrude Stein, Louis Zukofsky, els poetes objectivistes, els constructivistes russos i els poetes de Black Mountain. La voluntat d'aquesta tendència literària i intel·lectual és "fer-nos veure la forma en la qual els mitjans de comunicació de masses influeixen els àmbits més privats de les nostres vides psíquiques", així com la voluntat de retirar del llenguatge la imposició de formes donades, "bàrdiques" i criticar les tendències místiques de la poesia de la generació beat i de la dècada del 1960. Així doncs, un dels pilars d'aquest grup de poetes és l'atac a l'equivalent de la metafísica de la presència en literatura, o poètica de la presència. Els poetes del llenguatge tenien la voluntat de desconstruir aquesta dependència de la llengua literària en la paraula oral, i recercar la relació entre allò literari i la paraula escrita.